# Geburt eines Sektenpriesters
Geburt eines Sektenpriesters (jap. 教祖誕生 Kyōso tanjō) ist ein japanischer Spielfilm aus dem Jahr 1993, der auf einem satirischen Roman von Takeshi Kitano basiert. Regie führte Toshihiro Tenma, das Drehbuch schrieb Yuji Kato. Die Hauptrolle spielte Masato Hagiwara. Pony Canyon Enterprises und Yamada Right Vision Corporation produzierten die Komödie.

## Handlung
Ein junger Mann, Kazuo Takayama, begegnet einer religiösen Sekte. Seine Zweifel gegenüber der Gemeinschaft verringern sich, als der der Sekte angehörende alte Mann Tetsuharu, eine lahme Frau heilt und diese fortan wieder gehen kann. Obwohl sich herausstellt, dass die Vorführung Betrug war, ist Kazuo beeindruckt und tritt der Sekte bei ihr. Mit ihr geht er auf Gläubigerfang.
Tetsuharu, das mächtigste Mitglied der Sekte, glaubt mit der Zeit selbst, er sei ein Wunderheiler, und predigt Anderes, was den Sekten-Managern Daisuke und Shiba nicht passt. Der Alte wird abgesetzt und Kazuo zum neuen Guru der Religionsgemeinschaft ernannt.

## Rezeption
Der Film kam am 20. November 1993 in die japanischen Kinos. Später erschien er in Japan auf Video.

## Auszeichnungen
Bei der Verleihung der Japanese Academy Awards 1994 gewann Masato Hagiwara in den Kategorien Bester Nachwuchsdarsteller und Populärster Darsteller. Als Bester Nachwuchsdarsteller erhielt er auch den Nikkan Sports Film Award, als Bester Nebendarsteller einen Preis beim Yokohama Film Festival. Alle Preise gewann er auch für seine Darstellungen in den Filmen Gakko und Wo liegt der Mond?.
Bei den Japanese Professional Movie Awards erhielt Toshihiro Tenma den Regie-Preis und Aya Kokumai den Nachwuchsdarsteller-Preis. Auf dem Yokohama Film Festival wurde Tenma für das Beste Regiedebüt ausgezeichnet.